# Струт
Струт (нід. Stroet) — село в нідерландській провінції Північна Голландія. Входить до муніципалітету Схаген.
Його площа становить 0,26 км², а населення станом на 2021 рік складало 315 осіб.
Перша згадка про населений пункт датується 1343 роком.